# تاكويا أوكاموتو
تاكويا أوكاموتو (باليابانية: 岡本 拓也) (مواليد 18 يونيو 1992)، هو لاعب كرة قدم ياباني سابق كان يلعب كمدافع.

## وصلات خارجية
- تاكويا أوكاموتو على موقع الاتحاد الدولي (مؤرشف)  (الإنجليزية)
- تاكويا أوكاموتو على موقع رابطة كرة القدم اليابانية للمحترفين (اليابانية)
- تاكويا أوكاموتو على موقع قاعدة بيانات كرة القدم.إي يو (الإنجليزية)
- تاكويا أوكاموتو على موقع Soccerway.com (الإنجليزية)
- تاكويا أوكاموتو على موقع عالم كرة القدم.نت (الإنجليزية)
- تاكويا أوكاموتو على موقع كووورة